# Carnoidea
Super-famille
Les Carnoidea sont une super-famille d'insectes diptères brachycères muscomorphes.

## Classification
- famille des Acartophthalmidae
- famille des Australimyzidae
  - genre Australimyza
- famille des Braulidae
  - genre Braula
  - genre Megabraula
- famille des Canacidae
  - sous-famille des Canacinae
    - tribu des Canacini
      - Canace

    - tribu des Dynomiellini
      - Canacea
      - Chaetocanace
      - Dynomiella
      - Isocanace
      - Trichocanace
      - Xanthocanace
      - Apetaenus

  - sous-famille des Horaismopterinae
    - Horaismoptera
    - Tethinosoma

  - sous-famille des Nocticanacinae
    - Canaceoides
    - Nocticanace
    - Paracanace
    - Procanace

  - sous-famille des Tethininae
    - Afrotethina
    - Dasyrhicnoessa
    - Plesiotethina
    - Pseudorhicnoessa
    - Sigaloethina
    - Tethina
    - Thitena

  - sous-famille des Zaleinae
    - Zalea
    - Suffomyia
- famille des Carnidae
  - Carnus
  - Enigmocarnus
  - Hemeromyia
  - Meoneura
  - †Meoneurites
  - Neomeoneurites
- famille des Chloropidae
  - sous-famille des Chloropinae
    - Anathracophaga
    - Cetema
    - Chlorops
    - Chloropsina
    - Diplotoxa
    - Ectecephala
    - Elliponeura
    - Epichlorops
    - Homaluroides
    - Lasiosina
    - Meromyza
    - Neodiplotoxa
    - Neoloxotaenia
    - Parectecephala
    - Semaranga
    - Thaumatomyia
    - Trigonomma

  - sous-famille des Oscinellinae
    - Apallates
    - Aphanotrigonum
    - Biorbitella
    - Cadrema
    - Calamoncosis
    - Ceratobarys
    - Chaetochlorops
    - Conioscinella
    - Dasyopa
    - Dicraeus
    - Elachiptera
    - Enderleiniella
    - Eribolus
    - Eugaurax
    - Gaurax
    - Goniaspis
    - Goniopsita
    - Hapleginella
    - Hippelates
    - Incertella
    - Lasiopleura
    - Liohippelates
    - Lipara
    - Malloewia
    - Meijerella
    - Melanochaeta
    - Monochaetoscinella
    - Neoscinella
    - Olcella
    - Onychaspidium
    - Opetiophora
    - Oscinella
    - Oscinisoma
    - Oscinoides
    - Pseudogaurax
    - Pseudopachychaeta
    - Rhodesiella
    - Rhopalopterum
    - Sacatonia
    - Siphonella
    - Siphunculina
    - Speccafrons
    - Stenoscinis
    - Tricimba
- famille des Cryptochaetidae
  - Cryptohetum
- famille des Inbiomyiidae
  - Inbiomyia
- famille des Milichiidae
  - sous-famille des Madizinae
    - Aldrichiomyza
    - Desmometopa
    - Enigmilichia
    - Leptometopa
    - Madiza
    - Paramyia
    - Stomosis

  - sous-famille des Milichiinae
    - Eusiphona
    - Milichia
    - Milichiella
    - Pholeomyia
    - Ulia

  - sous-famille des Phyllomyzinae
    - Borneomyia
    - Costalima
    - Microsimus
    - Neophyllomyza
    - Paramyioides
    - Phyllomyza
    - Xenophyllomyza